# 4583 Lugo
4583 Lugo eller 1989 RL4 är en asteroid i huvudbältet som upptäcktes den 1 september 1989 av Rozhen-observatoriet. Den är uppkallad efter Raymond Lugo.
Asteroiden har en diameter på ungefär 14 kilometer.